# محمود داوود
محمود داوود (بالألمانية: Mahmoud Dahoud) وهو لاعب كرة قدم ألماني من أصل سوري كردي في مركز الوسط ولد في يوم 1 يناير 1996 في بلدة عامودا في سوريا، يلعب حالياً مع آينتراخت فرانكفورت في ألمانيا وسبق له اللعب مع نادي بوروسيا مونشنغلادباخ ونادي فورتونا دوسلدورف ولعب مع منتخب ألمانيا تحت 21 سنة.

## المسيرة الدولية

### ألمانيا
بعد أن مثل ألمانيا سابقًا على مستوى منتخبي تحت 18 وتحت 19 عامًا، شارك داوود لأول مرة مع منتخب ألمانيا تحت 21 عامًا كبديل في مباراة انتهت بفوز 4-1 على جزر فارو في 24 مارس 2016، قبل أن يخوض مباراته الأساسية الأولى بعد أسبوع ضد روسيا.
في العام التالي، تم ضمه إلى قائمة منتخب ألمانيا المكونة من 23 لاعبًا للمشاركة في بطولة أمم أوروبا تحت 21 سنة 2017 التي أقيمت في بولندا. في النهاية، تُوّجت ألمانيا باللقب بعد فوزها على إسبانيا 1-0 في المباراة النهائية.
يُعتبر داوود مؤهلًا أيضًا لتمثيل منتخب سوريا، لكنه صرّح بأنه غير مهتم بذلك، وأن حلمه كان اللعب لصالح ألمانيا.
شارك داوود مرتين فقط مع المنتخب الألماني الأول، أولها في 7 أكتوبر 2020 خلال مباراة ودية ضد تركيا، والثانية في 11 نوفمبر 2020 خلال مباراة ودية أيضاً ضد جمهورية التشيك.

### سوريا
في مارس 2024، وبعد تأكده من عدم انضمامه إلى منتخب ألمانيا في يورو 2024، أعلن داوود عن رغبته في تمثيل المنتخب السوري وقام بإخطار الاتحاد السوري لكرة القدم بذلك. إلا أن قيمته السوقية تراجعت بعد ساعات فقط من اختياره تمثيل منتخب سوريا، حيث تراجعت من 14 مليون يورو إلى 8 ملايين حسب موقع ترانسفير ماركت.
تم استدعاء داوود إلى المنتخب السوري لكرة القدم للمشاركة في مباريات تصفيات كأس العالم 2026 ضد ميانمار. ولكن قبل ساعات من مباراة التصفيات ضد ميانمار في 26 مارس 2024، غادر داوود معسكر المنتخب السوري متوجهاً نحو ألمانيا بسبب عدم رضاه عن الظروف والوعود غير المنفذة من قبل الاتحاد السوري لكرة القدم، بينما صرّح الاتحاد السوري أن مغادرته جاءت بسبب عدم قدرتهم على تلبية مطالبه التي نقلها وكيله.
بعد سقوط نظام الأسد في ديسمر 2024، نشر داوود على حسابه على فيسبوك أنه "ابن وأخ للشعب السوري ولسوريا" وهنّأ بلاده وشعبها بتحقيق "سوريا منتصرة وحرة للجميع."

## روابط خارجية
- محمود داوود على موقع الاتحاد الأوربي (الإنجليزية)
- محمود داوود على موقع قاعدة بيانات كرة القدم.إي يو (الإنجليزية)
- محمود داوود على موقع بيانات كرة القدم. دي إي (الألمانية)
- محمود داوود على موقع ليكيب (الفرنسية)
- محمود داوود على موقع ناشيونال فوتبول تيمز (الإنجليزية)
- محمود داوود على موقع Soccerbase.com (لاعب) (الإنجليزية)
- محمود داوود على موقع Soccerway.com (الإنجليزية)
- محمود داوود على موقع عالم كرة القدم.نت (الإنجليزية)
- محمود داوود على موقع AS.com (الإسبانية)